# Liste de mosquées de Palestine
Cet article présente la liste de mosquées de Palestine.

## Liste
| Nom                                             | Image | Géolocalisation                                           | Lieu                                     | Date de fondation |
| ----------------------------------------------- | ----- | --------------------------------------------------------- | ---------------------------------------- | ----------------- |
| Mosquée Ibrahimi                                |       | 31° 31′ 29″ N, 35° 06′ 39″ E                              | Hébron                                   |                   |
| Grande Mosquée de Gaza                          |       | 31° 30′ 14″ N, 34° 27′ 52″ E                              | Gaza                                     | IVe siècle        |
| Mosquée An-Nasr                                 |       | 32° 13′ 08″ N, 35° 15′ 41″ E                              | Naplouse                                 | 1935              |
| Mosquée Nabi Yahya                              |       | 32° 16′ 36″ N, 35° 11′ 46″ E                              | gouvernorat de Naplouse Sebastia         | XIe siècle        |
| Mosquée d'Omar                                  |       | 31° 42′ 14″ N, 35° 12′ 21″ E 31° 42′ 16″ N, 35° 12′ 20″ E | Bethléem                                 | 1860              |
| Mosquée Jamal-Abdel-Nasser                      |       | 31° 54′ 14″ N, 35° 12′ 27″ E                              | Al-Bireh                                 |                   |
| Grande Mosquée de Naplouse                      |       | 32° 13′ 05″ N, 35° 16′ 10″ E                              | Naplouse                                 |                   |
| Mosquée Sayed al-Hashim (en)                    |       | 31° 30′ 29″ N, 34° 27′ 48″ E                              | Al-Daraj, Gaza                           | 1850              |
| Mosquée Al-Hamadiyya (en)                       |       |                                                           | Al-Khader, Gouvernorat de Bethléem       |                   |
| Mosquée Amir Sanjar al-Jawli                    |       | 31° 31′ 30″ N, 35° 06′ 39″ E                              | Hébron                                   | 1318              |
| Mosquée Al-Khadra (en)                          |       | 32° 12′ 44″ N, 35° 16′ 15″ E                              | Naplouse                                 | 1288              |
| Mosquée Al-Shamah (en)                          |       | 31° 30′ 07″ N, 34° 27′ 43″ E                              | Gaza                                     | 1315              |
| Mosquée Fatima-Khatoun                          |       | 32° 27′ 44″ N, 35° 18′ 05″ E                              | Jénine                                   | 0636              |
| Mosquée Hanbali                                 |       | 32° 13′ 11″ N, 35° 15′ 42″ E                              | gouvernorat de Naplouse Naplouse         |                   |
| Mosquée Ibn Marwan (en)                         |       | 31° 30′ 15″ N, 34° 28′ 08″ E                              | Tuffah, Gaza                             | 1324              |
| Mosquée Ibn Uthman (en)                         |       | 31° 30′ 00″ N, 34° 28′ 10″ E                              | Shuja'iyya, Gaza                         | 1430              |
| Mosquée Cheikh Ali al-Bakka (en)                |       | 31° 31′ 42″ N, 35° 06′ 13″ E                              | Hébron                                   | 1282              |
| Mosquée Umm al-Nasr (en)                        |       | 31° 32′ 30″ N, 34° 32′ 10″ E                              | Beit Hanoun bande de Gaza                | 1239              |
| Grande Mosquée de Khan Younès (ar)              |       | 31° 20′ 37″ N, 34° 18′ 09″ E                              | Khan Younès                              |                   |
| Mosquée Ibn Othman d'Hébron (ar)                |       | 31° 31′ 29″ N, 35° 06′ 30″ E                              | Hébron                                   |                   |
| Mosquée des Prophètes (ar)                      |       | 32° 13′ 12″ N, 35° 15′ 53″ E                              | Naplouse                                 |                   |
| Mosquée Al-Beik (ar)                            |       |                                                           | Naplouse                                 |                   |
| Mosquée Al-Satoun (ar)                          |       |                                                           | Naplouse                                 |                   |
| Mosquée Al-Dhafar Damri de Gaza (ar)            |       |                                                           | Gaza                                     |                   |
| Mosquée Ibrahim al-Maqadna                      |       |                                                           | Beit Lahia, bande de Gaza                |                   |
| Mosquée Cheikh Zayed ben Sultan Al Nahyane (ar) |       |                                                           | Bande de Gaza                            |                   |
| Mosquée de la Cour (ar)                         |       |                                                           | Shuja'iyya Gaza                          |                   |
| Mosquée du prophète Jonas (Halhul) (ar)         |       | 31° 34′ 42″ N, 35° 06′ 27″ E                              | Halhul                                   |                   |
| Mosquée Emad Akl (ar)                           |       | 31° 31′ 50″ N, 34° 29′ 59″ E                              | Jabaliya                                 |                   |
| Mosquée Sultan Muhammad Al-Fateh (ar)           |       | 32° 11′ 28″ N, 34° 58′ 57″ E                              | Qalqilya                                 |                   |
| Mosquée Aybaki (en)                             |       | 31° 30′ 30″ N, 34° 28′ 07″ E                              | Gaza                                     |                   |
| Mosquée Mahkamah (en)                           |       | 31° 30′ 07″ N, 34° 28′ 11″ E                              | Shuja'iyya, Gaza                         | 1455              |
| Mosquée Katib al-Wilaya (en)                    |       | 31° 30′ 14″ N, 34° 27′ 45″ E                              | Gaza                                     | 1344              |
| Mosquée Al-Khaldi (ar)                          |       | 31° 32′ 52″ N, 34° 27′ 21″ E                              | bande de Gaza Jabaliya                   | 2010              |
| Mosquée Cheikh Khaled (ar)                      |       |                                                           | Gaza                                     |                   |
| Mosquée Cheikh Zakariyya (ar)                   |       | 31° 30′ 31″ N, 34° 27′ 41″ E                              | Gaza                                     |                   |
| Mosquée Al Qatti (ar)                           |       | 31° 31′ 51″ N, 34° 28′ 55″ E                              | Al-Nazlah                                |                   |
| Grande Mosquée Omari de Surif (ar)              |       | 31° 39′ 07″ N, 35° 03′ 50″ E                              | Surif                                    |                   |
| Mosquée Al-Birr et Al-Ihsan (Al-Bireh) (ar)     |       | 31° 54′ 24″ N, 35° 13′ 30″ E                              | Al-Bireh                                 | 2015              |
| Ancienne Mosquée de Rafidiya                    |       | 32° 13′ 17″ N, 35° 14′ 16″ E                              | Rafidiya, Naplouse                       |                   |
| Mosquée Usama bin Zayd                          |       | 31° 51′ 18″ N, 35° 27′ 24″ E                              | Jéricho                                  |                   |
| Mosquée Al-Nurayn                               |       | 32° 05′ 07″ N, 35° 19′ 48″ E                              | Qusra                                    |                   |
| Mosquée Abou Khadra                             |       | 31° 30′ 46″ N, 34° 27′ 10″ E                              | Gaza                                     |                   |
| Mosquée Ein Misbah                              |       | 31° 54′ 32″ N, 35° 12′ 05″ E                              | Ramallah                                 |                   |
| Mosquée Al-Masakin,                             |       |                                                           | Gouvernorat de Naplouse                  |                   |
| Mosquée Al-Tina                                 |       |                                                           | Gouvernorat de Naplouse                  |                   |
| Mosquée du Bas Ramallah                         |       |                                                           | Ramallah                                 |                   |
| Mosquée Ishaqiyyah                              |       |                                                           | Hébron                                   |                   |
| Mosquée al-Qazzazeen                            |       |                                                           | Hébron                                   |                   |
| Mosquée Cheikh Zayid                            |       |                                                           | Camp de réfugiés de Jénine               |                   |
| Mosquée Al-Khader                               |       |                                                           | Deir el-Balah                            |                   |
| Mosquée Omari                                   |       |                                                           | Jabalia                                  |                   |
| Mosquée Abdullah bin Omar (ar)                  |       | 31° 31′ 47″ N, 34° 26′ 50″ E                              | Gaza                                     | 1998              |
| Mosquée Othman Qashqar (ar)                     |       |                                                           | bande de Gaza                            | 26 août 1223      |
| Mosquée Al-Omari                                |       | 31° 30′ 26″ N, 35° 01′ 41″ E                              | Dura                                     |                   |
| Mosquée Al Hassaina                             |       | 31° 31′ 23″ N, 34° 25′ 59″ E                              | Gaza                                     |                   |
| Mosquée Omar (Tulkarem) (ar)                    |       | 32° 18′ 40″ N, 35° 01′ 39″ E                              | Tulkarem                                 |                   |
| Mosquée Othmân ibn Affân                        |       | 32° 18′ 45″ N, 35° 01′ 44″ E                              | Tulkarem                                 | 1944              |
| Mosquée de Sanniriya (ar)                       |       | 32° 07′ 45″ N, 35° 02′ 48″ E                              | Sanniriya                                | 1375              |
| Ancienne mosquée Al-Ajami (ar)                  |       | 31° 30′ 11″ N, 34° 27′ 52″ E                              | Zaytoun, Gaza                            |                   |
| Mosquée Al-Sayyeda Ruqaya (ar)                  |       | 31° 30′ 00″ N, 34° 28′ 14″ E                              | Shuja'iyya, Gaza                         |                   |
| Mosquée Abu Khadra (en)                         |       | 31° 30′ 46″ N, 34° 27′ 10″ E                              | Sabra, Gaza                              |                   |
| Mosquée Abou Bakr Al-Siddiq                     |       | 32° 17′ 41″ N, 35° 20′ 38″ E                              | Far'a, gouvernorat de Tubas, Cisjordanie |                   |
| Mosquée Hujjat                                  |       | 32° 12′ 16″ N, 35° 07′ 53″ E                              | Qalqilya, Cisjordanie                    |                   |